# 22 април
22 април е 112-ият ден в годината според григорианския календар (113-и през високосна година). Остават 253 дни до края на годината.

## Събития
- 238 г. – Годината на шестимата императори: Римският сенат обявява за незаконен императора Максимин Трак, заради неговите кръвожадни методи при управлението на Рим и избира чрез гласуване двама нови императори – Пупиен и Балбин.
- 1378 г. – Започва строителството на Бастилията.
- 1500 г. – Португалският мореплавател Педро Кабрал достига Бразилия и я обявява за португалска колония.
- 1529 г. – Испания и Португалия подписват в Сарагоса договор за подялба на откритите и неоткритите още територии в източното полукълбо.
- 1713 г. – Състои се сватбата на граф Карл фон Насау-Саарбрюкен и немската аристократка Кристиана Шарлота фон Насау-Отвайлер.
- 1838 г. – Английският кораб Сириус пресича за пръв път Атлантическия океан, използвайки единствено своята парна машина.

- 1876 г. – В Панагюрище е осветено въстаническото знаме за Априлското въстание, изработено от Райна Княгиня.
- 1880 г. – Владивосток получава статут на град.
- 1913 г. – В Атина е подписан предварителен сръбско-гръцки протокол за обща война против България, потвърден чрез официалните тайни договори на 1 май и на 19 май същата година.
- 1915 г. – Първата световна война: В битката при Ипер германците за първи път използват като оръжие отровен газ – поразени са 15 хил. войници, от които 5 хил. умират.
- 1915 г. – Яне Сандански е убит от засада край Мелник.
- 1925 г. – След Атентата в църквата „Света Неделя“ в София, Христо Ясенов е арестуван.
- 1945 г. – Втора световна война: Фюрербункер: След като научава, че съветските войски са превзели Еберсвалд без бой, Адолф Хитлер признава поражението в своя подземен бункер и обявява, че самоубийството е единственият изход.
- 1969 г. – Мореплавателят Робин Нокс-Джонстън извършва за 312 дни първото околосветско пътешествие, без да спира на суша.
- 1969 г. – В Хюстън (САЩ) е извършена първата трансплантация на човешко око.
- 1970 г. – За първи път в САЩ е отбелязан Ден на Земята.
- 1972 г. – Англичаните Джон Файерфакс и Силвия Кук след 361 дни плаване с гребна лодка пресичат Тихия океан и достигат бреговете на Австралия.
- 1974 г. – Самолетът при полет 812 на „Пан Ам“ се разбива при заход към международното летище Нгура Рай, Денпасар, Бали, Индонезия и убива всички 107 души на борда.
- 1978 г. – В Афганистан комунистите извършват преврат с помощта на СССР.
- 1980 г. – Канада обявява решението си за бойкотиране на Летните олимпийски игри в Москва.
- 1993 г. – Във Вашингтон е открит музей в памет на жертвите от Холокоста.

## Родени
- 1451 г. – Исабела Кастилска, кралица на Кастилия и Леон, кралица на Арагон († 1504 г.)
- 1518 г. – Антоан Наварски, крал на Навара († 1562 г.)
- 1592 г. – Вилхелм Шикард, германски астроном и математик († 1635 г.)
- 1610 г. – Александър VIII, римски папа († 1691 г.)
- 1658 г. – Джузепе Торели, италиански композитор († 1709 г.)
- 1692 г. – Джеймс Стерлинг, шотландски математик († 1770 г.)
- 1724 г. – Имануел Кант, германски философ († 1804 г.)
- 1766 г. – Ана Стал, френска писателка († 1817 г.)
- 1815 г. – Вилхелм Петерс, германски естественик († 1883 г.)
- 1838 г. – Аритомо Ямагата, японски офицер и политик († 1922 г.)
- 1854 г. – Анри Лафонтен, белгийски правист, Нобелов лауреат през 1913 г. († 1936 г.)
- 1870 г. – Владимир Илич Ленин, руски философ – марксист, революционер – създател на СССР († 1924 г.)
- 1881 г. – Александър Керенски, руски политик и държавник († 1970 г.)
- 1884 г. – Ото Ранк, австрийски психоаналитик († 1934 г.)
- 1894 г. – Максимилиан Фелцман, австро-унгарски офицер († 1962 г.)
- 1899 г. – Владимир Набоков, руски писател († 1977 г.)
- 1904 г. – Робърт Опенхаймер, американски ядрен физик († 1967 г.)
- 1907 г. – Иван Ефремов, руски палеонтолог и писател († 1972 г.)
- 1909 г. – Рита Леви-Монталчини, италианска невроложка, Нобелова лауреатка през 1986 г. († 2012 г.)
- 1914 г. – Михаел Витман, германски командир († 1944 г.)
- 1916 г. – Йехуди Менухин, американски цигулар и диригент, ексцентрик († 1999 г.)
- 1919 г. – Доналд Крам, американски химик, Нобелов лауреат през 1987 г. († 2001 г.)
- 1920 г. – Валери Петров, български поет († 2014 г.)
- 1926 г. – Джеймс Стърлинг, британски архитект († 1992 г.)
- 1927 г. – Христо Пелитев, български писател и журналист († 2012 г.)
- 1932 г. – Никола Анастасов, български актьор и писател († 2016 г.)
- 1932 г. – Добра Савова, българска народна певица († 2024 г.)
- 1933 г. – Константин Димчев, български актьор († 1984 г.)
- 1937 г. – Джак Никълсън, американски актьор
- 1938 г. – Любен Петров, български политик и генерал
- 1944 г. – Джеймс Стивън Фосет, американски милиардер, околосветски пътешественик († 2007 г.)
- 1949 г. – Вилхелм Краус, български политик († 2020 г.)
- 1955 г. – Артър Бейкър, американски звукозаписен продуцент и дисководещ
- 1960 г. – Март Лаар, министър-председател на Естония
- 1960 г. – Владимир Чуков, български арабист, университетски преподавател
- 1962 г. – Димитър Веселинов, български филолог, професор
- 1968 г. – Ивайло Йорданов, български футболист
- 1969 г. – Ани Салич, българска тв водеща
- 1971 г. – Ерик Мабиус, американски актьор
- 1971 г. – Яне Янев, български политик
- 1972 г. – Ана Фалки, италианско-финландски модел и актриса
- 1974 г. – Денис Пошвата, германски барабанист
- 1974 г. – Николай Найденов, български волейболист
- 1975 г. – Карлос Састре, испански колоездач
- 1976 г. – Николай Чавдаров, български футболист
- 1977 г. – Марк ван Бомел, нидерландски футболист
- 1977 г. – Теодора Недева, българска тенисистка
- 1979 г. – Золтан Гера, унгарски футболист
- 1980 г. – Синем Йозтуфан, турска актриса и модел
- 1982 г. – Кака, бразилски футболист
- 1984 г. – Мишел Райън, английска актриса
- 1985 г. – Ксения Симонова, украинска художничка
- 1987 г. – Давид Луис, бразилски футболист
- 1987 г. – Джон Оби Микел, нигерийски футболист
- 1988 г. – Даниел Павлович, швейцарски футболист от хърватски произход

## Починали
- 296 г. – Кай, римски папа (* неизв.)
- 455 г. – Петроний Максим, римски император (* ок. 396)
- 536 г. – Агапет I, римски папа (* неизв.)
- 1806 г. – Пиер-Шарл Вилньов, френски адмирал (* 1763 г.)
- 1833 г. – Ричард Тревитик, английски минен инженер и изобретател (* 1833 г.)
- 1839 г. – Денис Давидов, руски поет и генерал (* 1784 г.)
- 1867 г. – Александър Петров, руски шахматист (* 1794 г.)
- 1884 г. – Мария Тальони, италианска балерина (* 1804 г.)
- 1892 г. – Павел Карцов, руски офицер (* 1821 г.)
- 1915 г. – Яне Сандански, български революционер (* 1872 г.)
- 1920 г. – Стоян Мълчанков, български революционер (* 1887 г.)
- 1933 г. – Шандор Ференци, унгарски психоаналитик (* 1873 г.)
- 1933 г. – Хенри Ройс, британски предприемач (* 1863 г.)
- 1953 г. – Ян Чохралски, полски химик (* 1885 г.)
- 1956 г. – Уолт Фулкнер, американски автомобилен състезател (* 1920 г.)
- 1969 г. – Маркиан Попов, съветски офицер (* 1902 г.)
- 1984 г. – Христо Проданов, български алпинист (* 1943)
- 1986 г. – Мирча Елиаде, румънски писател, историк на религиите (* 1907 г.)
- 1989 г. – Емилио Сегре, италиански физик, Нобелов лауреат (* 1905 г.)
- 1994 г. – Ричард Никсън, президент на САЩ (* 1913 г.)
- 1996 г. – Асен Хаджиолов, български политик († 1930 г.)
- 2005 г. – Леонид Шамкович, американски шахматист (* 1923 г.)

## Празници
- ООН – Ден на Земята (от 1971 г.)
- Бразилия – Ден на откриването
- България – Празник на община Тунджа
- Испания – Ден на почит към кралица Изабела I (1451 – 1504)
- САЩ – Ден на Оклахома